# Кашкадарьинская область
Кашкадарьи́нская о́бласть (вилоя́т; узб. Qashqadaryo viloyati / Қашқадарё вилояти) — 
административная единица Узбекистана. Административный центр — город Карши.
Изначально область называлась Кашка-Дарьинской по названию реки Кашка-Дарья, которая протекает на этой территории. Позднее название преобразовалось в Кашкадарьинскую область.

## История
На этих землях вырос Спитамен, удививший своим героизмом Александра Македонского в 329 году до н. э. и Амир Темур, основавший империю Темуридов.
Обширные пространства этих земель, отделённые от Ирана горными хребтами Копет-Дага, представляют большое разнообразие природных условий.
Северные предгорья Копет-Дага, подобно предгорьям хребтов Ирана, благоприятны для использования в небольшом масштабе вод горных ручьёв; далее к северу и северо-востоку расположены обширные пустыни, перерезаемые с юго-востока на северо-запад речными долинами Теджена (Герируда), Мургаба, Аму-Дарьи, Кашка-Дарьи, Зеравшана и, на довольно большом расстоянии, — Сыр-Дарьи. Теджен и Мургаб теряются в песках пустыни Кара-Кум; Кашка-Дарья и Зеравшан в древности впадали в Аму-Дарью; Аму-Дарья и Сыр-Дарья несут свои воды в Аральское море.
Кашкадарьинская область была образована сначала в 1925 году, при образовании Узбекской ССР и просуществовала всего год. Повторно образована 20 января 1943 года указом Президиума Верховного Совета СССР. В её состав вошли города Карши (административный центр) и Шахрисабз, а также выделенные из Бухарской области Бешкентский, Гузарский, Дехканабадский, Камашинский, Каршинский, Кассанский, Китабский, Чиракчинский, Шахрисабзский и Яккабагский районы. В 1943 году были образованы Кок-Булакский и Миракинский районы, но уже в 1957 году они были упразднены. В 1959 году статуса города областного подчинения был лишён Шахрисабз.
25 января 1960 года область была упразднена, а её территория передана в Сурхандарьинскую область. 7 февраля 1964 года Кашкадарьинская область была восстановлена в составе районов Гузарского, Каршинского, Касанского, Шахрисябзского и Яккабагского, а также городов Карши и Шахрисабз.
В 1964 году были образованы Камашинский и Чиракчинский районы, в 1968 — Китабский, в 1970 — Ульяновский, в 1971 — Дехканабадский, в 1975 — Нишанский, в 1977 — Усман-Юсуповский, в 1978 — Мубарекский, в 1980 — Талимарджанский, в 1981 — Кокдалинский. В 1979 году статус городов областного подчинения получили Китаб и Мубарек, а в 1980 — Касан.
В 1986—1989 годах Кашкадарьинской областью руководил 1-й президент Республики Узбекистан Ислам Каримов.
В глубокой древности часть вод Аму-Дарьи заполняла Сарыкамышскую котловину юго-западнее Аральского моря и отходила в русло Узбоя, тянущееся через Кара-Кум в направлении Каспийского моря; но в начале I тысячелетия до н. э. Узбой, невидимому, был высохшим руслом.
Расположенная между реками Зарафшан и Амударья, эта территория в древности, согласно летописям Древней Греции и Китая, имела названия Южный Согд и Южный Туран.
Каждый, кто приезжает в Карши, обязательно стремится посетить одно из уникальных сооружений — кирпично-каменный мост, соединяющий берега реки Кашка-дарья.
В древности в Центральной Азии часто практиковалось строительство арочных мостов из жжёного кирпича. Дошедшие до наших дней старинные мосты относятся ко 2-й половине XIV-XVI векам.
Среди них самым большим считается мост через Кашкадарью, возведённый Амиром Темуром. Кирпичный мост, пересекающий русло реки, опирается на 12 мощных опор, соединённых широкими и низкими арками.
Это довольно крупное инженерное сооружение: длина моста — 122 м, ширина — 8,2 м. Необычный рельеф опор, изящные линии арок, плавный изгиб верхней поверхности моста создают выразительный архитектурный образ устойчивого и прочного сооружения.
В 2016 году по инициативе президента Ислама Каримова исторический мост через Кашкадарью был капитально реконструирован, а вокруг него создана современная зона отдыха общей площадью 24 га.
В регионе существует 997 исторических памятников. Город Шахрисабз занесён в Список Всемирного культурного наследия ЮНЕСКО. В 2006 году также по инициативе Международной организации ЮНЕСКО город Карши отметил 2700-летие.

## География
Кашкадарьинская область находится в южной части Узбекистана в бассейне реки Кашкадарьи, на западном склоне Памир-Алайских гор. Площадь территории области — 28 570 км², сопоставима с площадью таких стран, как Бельгия или Нидерланды.
На юго-востоке граничит с Сурхандарьинской областью, на северо-западе — с Бухарской областью, на севере — с Навоийской и Самаркандской областями, на западе — с Лебапским велаятом Туркменистана, на востоке — с Пенджикентским районом (нохией) Согдийской области Таджикистана.
Имеются существенные запасы топливных и газоконденсатных ресурсов: Шуртан, Алан, Памук, Таваккал, Худжум и другие.

## Климат
Климат — континентальный, сухой, местами субтропический.

## Население
По состоянию на 1 августа 2022 года, население Кашкадарьинской области насчитывало 3,438,600 человек — это 3-е место среди 14 регионов Узбекистана.

### Национальный состав
Национальный состав населения Кашкадарьинской области на 2021 год:
В списке указаны народы, численность которых в этой области превышает 150 человек.
- Узбеки — 3098673 или 92,90 %
- Таджики — 135262 или 4,06 % (На практике, часть цыган-люли и среднеазиатских иранцев записаны как «таджики»)
- Туркмены — 36297 или 1,09 %
- Русские — 20345 или 0,61 %
- Цыгане (в осн. люли) — 8519 или 0,26 %
- Татары (в осн. поволжские) — 7973 или 0,24 %
- Азербайджанцы — 3000 или 0,09 %
- Украинцы — 2380 или 0,07 %
- Казахи — 1955 или 0,06 %
- Корейцы — 1414 или 0,04 %
- Белорусы — 1097 или 0,03 %
- Армяне — 953 или 0,03 %
- Евреи (в осн. среднеазиатские) — 816 или 0,02 %
- Киргизы — 214 или 0,01 %
- Каракалпаки — 183 или 0,01 %
- Грузины — 163 или 0,00 %
- Другие народы — 16149 или 0,48 %

## Административно-территориальное деление
Область состоит из 14 районов (туманов):
1. Чиракчинский район (центр — Чиракчи);
2. Дехканабадский район (центр — п. Карашина);
3. Гузарский район (центр — Гузар);
4. Камашинский район (центр — Камаши);
5. Каршинский район (центр — Бешкент);
6. Касанский район (центр — Касан);
7. Касбийский район (центр — п. Муглан);
8. Китабский район (центр — Китаб);
9. Кукдалинский район (центр — п. Еттитом)[5];
10. Миришкорский район (центр — п. Янги Миришкор);
11. Мубарекский район (центр — Мубарек);
12. Нишанский район (центр — Янги-Нишан);
13. Шахрисабзский район (центр — Шахрисабз);
14. Яккабагский район (центр — Яккабаг).

## Экономика
Основные отрасли промышленности: топливно-энергетическая, стройматериалов, лёгкая, пищевая и мукомольно-крупяная.
Область занимает 1-е место в стране по добыче углеводородного сырья (нефть, газ, конденсат) и переработке природного газа. Действуют 14 совместных предприятий с участием иностранных инвесторов.
Крупнейшие промышленные предприятия области:
- АК «Узгеобурнефтегаз»,
- УДП «Мубарекнефтегаз»,
- УДП «Шуртаннефтегаз»,
- УДП «Шуртанский ГХК»,
- Мубарекский газоперерабатывающий завод,
- Дехканабадский завод калийных удобрений,
- Талимарджанская ГРЭС.

В 2017 году ПАО «ЛУКОЙЛ» успешно запустило основные производственные и технологические объекты в рамках реализации основной стадии проекта Юго-Западный Гиссар в Узбекистане. В числе введенных объектов установка комплексной подготовки газа номинальной мощностью 4,4 млрд куб. м в год, установка предварительной подготовки газа, а также четыре газосборных пункта.
В результате запуска этих объектов добыча газа на Гиссарской группе месторождений выведена на проектный уровень, который составляет около 14 млн куб. м в сутки, или 5 млрд куб. м в год. На данный момент эксплуатационный фонд месторождений составляет 37 добывающих скважин.
В рамках реализации проекта также были построены 300 км высоковольтных ЛЭП, две электроподстанции, 126 км подъездных автодорог. На объектах проекта залито 64 тыс. кубометров бетона, смонтировано  около 12 тыс. тонн металлоконструкций и более 4 тыс. тонн оборудования, построено 286 км линейных трубопроводов.
В активной стадии работ по обустройству Гиссарской группы месторождений на строительной площадке было задействовано около 3500 работников подрядных организаций и 250 специалистов «ЛУКОЙЛ Узбекистан Оперейтинг Компани» (дочернее предприятие ПАО «ЛУКОЙЛ»), а также более 350 единиц спецтехники.
Основные отрасли сельского хозяйства: хлопководство, звероводство, садоводство и виноградарство, мясомолочное животноводство, овцеводство, шелководство.
На 2013 год посевные площади составляли около 680 000 га (около половины приходилось на пастбища), при этом в области действовали 8025 фермерских хозяйств, которые занимали 744 400 га площадей. Фермерские хозяйства небольшие — в среднем по 92,7 га площади и 13 занятых.
Ведущей культурой региона была пшеница, посевные площади которой составили 235 700 га, а средняя урожайности — 38,7 ц/га. В 2013 году 85% объёма пшеницы было произведено в фермерских хозяйствах.
2-й по распространенности культурой является хлопчатник, которого в 2013 году собрали 424 000 тонн с площади в 162 600 га. Также в 2013 году в области выращивали: картофель — на площади 7000 га (собрано 126 300 тонн), овощи — на площади 15 600 га (собрано 254 600 тонн).
На начало 2014 года в регионе было 1 267 700 овец и коз. Показатели годовой продукции животноводства на 2013 год следующие: 219 000 тонн мяса в живом весе, 829 400 тонн молока, 279,6 млн. штук яиц, 5000 тонн шерсти.

## Транспорт
Общая протяжённость железных дорог общего пользования — 494,4 км. Общая протяжённость автомобильных дорог общего пользования — 3500 км (в том числе с усовершенствованным покрытием — 1500 км).

## Хокимы
1. Хидиров Темир Пулатович (1991-1995),
2. Пармонов Озод Давранович (29.11.1995-03.06.1998),
3. Бегматов Шухрат Рахимович (03.06.1998-28.07.2000),
4. Хамидов Бахтияр Султанович (28.07.2000-26.12.2002),
5. Зайниев Нуриддин Зайниевич (26.12.2002-2011),
6. Джураев Туроб Икрамович (2011-2013),
7. Рузиев Зафар Шаропович (2013-2019).
8. Мирзаев Зойир Тоирович (2019-2021).
9. Азимов Муротжон Бердиалиевич (с 2021).

## Достопримечательности
Возле города Яккабага расположен кишлак Ходжа-Илгар — место рождения эмира Тимура (Тамерлана).

### Орошение Кашкадарьинской области
Кашкадарья, 2-я по величине река Согда, с древнейших времён создала благоприятные условия для формирования и развития древнеземледельческих культур региона.
Искусственное орошение Каршинского оазиса начинается от современного кишлака Ханабад. Отсюда выводятся несколько больших арыков по левому и по правому берегам Кашкадарьи.
Эти же арыки охватывают практически все орошаемые земли Каршинского оазиса. С Кургантепа (средневековая Фархурдиза), расположенного по правому берегу Кашкадарьи, начинается «Косон арик».
До середины 70-годов XX века, до строительства Каршинского магистрального канала, этот арык доходил до города Касана. В настоящее время некоторые остатки этого арыка сохранились в начале кишлака Бойтерак.
В письменных источниках XV-XVI веков упоминается арык Амтади Калон, протекавший к северу от Нахшаба. Амтади Калон — древнее название «Косон арика». Он орошал земли средневековых кишлаков около кишлака Паргуза, затем — поселения Пирон (Дагайтепа) и Шайхалитепа.
После Шайхалитепа арык течёт через города Рагсарсана (Алтынтепа), Мудан (Мудинтепа) и поворачивает на запад в сторону кишлака Пудина, где существовали средневековые поселения Бадьяна и Тадьяна. Потом арык течёт через городище Шахри Хайбар (средневековый Охурон) и доходит до города Касана.
Амтади Калон, видимо, был магистральным каналом, поскольку от него выводили несколько мелких арыков, которые позже сохранились под названиями Шербек арык, Булмас арык, Пулати арык, Актепа арык и т.д.
Около кишлака Ханабад, по левому берегу Кашкадарьи, начинается другой магистральный канал, который позже называется «Бешкент арык». Он имел 5 протоков, и эти протоки охватывают практически все земли вокруг современного города Карши.
В письменных источниках XV-XVI веков упоминается арык Жуйи Барин. Нет сомнения, что он является древним названием «Бешкент арыка». Самый северный проток Жуйи Барина до сегодняшнего дня сохранился под названием канала Анхор, который течёт в 600 м севернее городища Карши, через махалля Чакар.
2-й проток существовал под названием арыка Айрум. Его остатки в настоящее время сохранились к югу от здания областного управления внутренних дел и областного хокимията, где построены фонтаны.
По письменным источникам XV-XVI веков продолжение Айрум арыка протекало по южным окраинам Кофиртепа, по городищам Губдин (Таллисортепа), Фиджакас (Тешиктепа, Кахлактепа) и Кожар (Кожартепа). Другой проток арыка Айрум протекал через кишлак Кат в сторону городища Калайи Зохаки Морон.
В письменных источниках XV-XVI веков упоминается арык Шиблиота. Название арыка близко к современному названию кишлака Шилви. Этот арык обеспечивал водой кишлаки Коратепа, Шилви, Дашт, Файзиабад и т.д.
В целом, древние арыки Кашкадарьинского оазиса обеспечивали и охватывали все орошаемые земли древнего Южного Согда и играли важную роль в жизни предков.

## Археология
В 2003 году на южном подножье Зеравфшанского хребта (севернее Гиссарского хребта) в пещере Ангиляк (Anghilak cave), расположенной северо-западнее Тешик-Таша, были обнаружены мустьерские орудия и 5-я плюсневая кость человека, размеры которой находятся в размахе вариаций от неандертальца до анатомически современного человека. Возраст слоя IV с палеоантропологической находкой по данным радиоуглеродного анализа составляет 38 000-44 000 лет.